# Gisselfeld

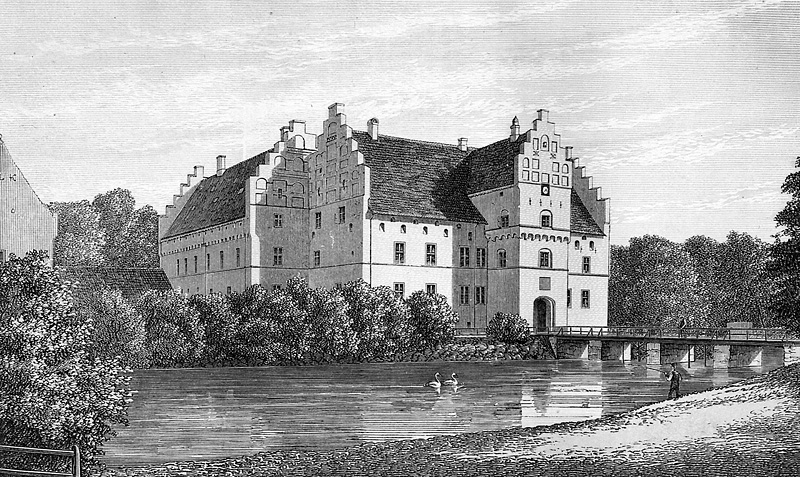
Gisselfeld omkring 1870

Gisselfeld, som ligger mellan Haslev och Næstved, är ett av Danmarks största gods med en areal på 3 850 hektar med Hesede, Edelesminde, Brødebæk och Gødstrupgård, varav 2 400 hektar är skog. Gisselfeld nämns i slutet av 1300-talet som tillhörigt tre bröder, Bo, Peder och Eskild Falk. Ide Eskildsdatter, en sondotter till en av bröderna, bragte Gisselfeld till sin make, Mogens Gøye. Deras sonson, Kristian II:s troman, Henrik Gøye, sålde 1527 Gisselfeld till sin svåger, Johan Oxe till Nielstrup. Under grevefejden led Gisselfeld samma öde som så många av landets andra herrgårdar och blev plundrad och ödelagd.
Gisselfeld blev i sin nuvarande form grundlagt av Peder Oxe, som byggde gården 1547–1575. Efter Peder Oxe övertog hans änka Mette Rosenkrantz till Vallø egendomen, och vid hennes död 1588 fick Peder Oxes systerdotter Karen Banner gården. Hon gifte sig med Henrik Lykke till Overgård och ätten Lykke innehade därefter Gisselfeld, tills Kai Lykke 1661 blev fråndömd liv, ära och gods. 1661–1670 låg Gisselfeld under kronan. Sedan gavs Gisselfeld till greve Hans Schack som belöning för hans bedrifter under krigen mot svenskarna.
År 1688 såldes Gisselfeld till Adam Levin Knuth, och hans släkt ägde Gisselfeld till 1699, varefter Kristian V:s son med Sophie Amalie Moth, Christian Gyldenløve, övertog godset. Under namnet Danneskiold-Samsøe har hans efterkommande sedan dess styrt godset som överdirektörer. Egendomen bildar Gisselfeld Kloster (formellt Gisselfeld Adelige Jomfrukloster i Sjælland), en stiftelse, som tillkom genom en testamentarisk bestämmelse av Christian Gyldenløve 1701–1702 Bestämmelsen trädde i kraft vid hans änkas död 1754.
Stiftelsen är inte ett "kloster" i traditionell bemärkelse, utan ett så kallat jungfrustift. De inskrivna klosterdamerna - konventualinnorna på Gisselfeld - skulle vara ogifta och av adligt stånd och börd, men de hade, i motsats till Vallø och Vemmetofte, inte sin bostad på själva klostret. I stället mottar de en årlig utbetalning. Gisselfelds överdirektör har däremot sin privatbostad i klostrets huvudbyggnad (slottet). I dag bebos Gisselfelds slott av greve Erik Danneskiold-Samsøe.